# John Allen Muhammad
John Allen Muhammad (né le 31 décembre 1960 à Bâton-Rouge en Louisiane - exécuté le 10 novembre 2009 à la prison de Greensville à Jarratt en Virginie) est un tueur en série américain, surnommé le « sniper de Washington », qui sévit en 2002 dans la région de Washington, D.C., abattant dix personnes avec l'aide de Lee Boyd Malvo. Ce dernier, alors âgé de 17 ans et arrêté en même temps, plaide la dépendance psychologique vis-à-vis de John Allen et est condamné à la prison à perpétuité. Il est condamné à mort en 2004 et exécuté par injection létale cinq ans plus tard.

## Biographie

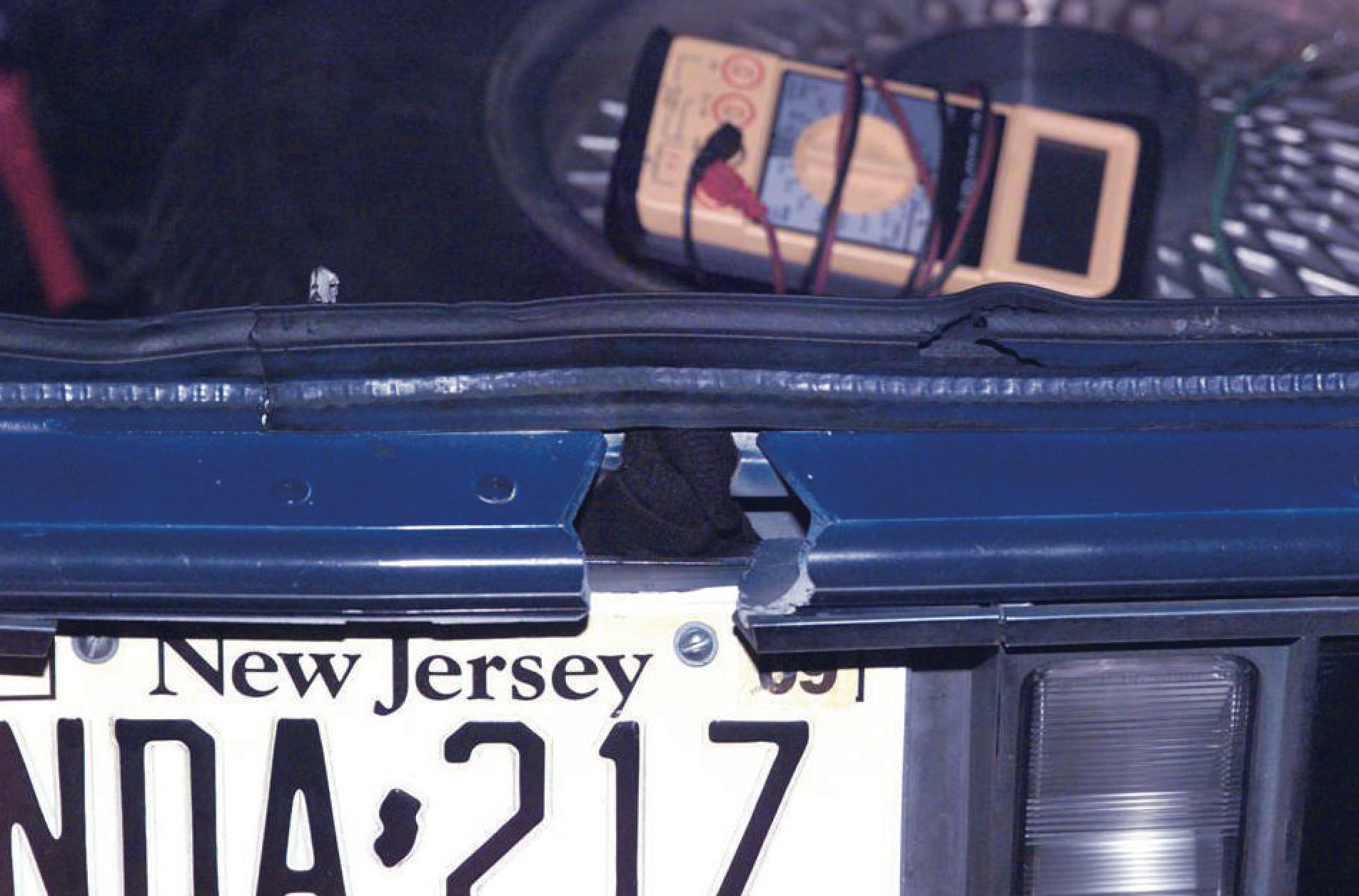
Ouverture aménagée dans le coffre de la Chevrolet Caprice des snipers.

John Allen Williams est un vétéran de la guerre du Golfe. Il rejoint le mouvement Nation of Islam et change son patronyme de Williams pour Muhammad en avril 2001. Entre 1978 et 1985, il fait partie des gardes nationaux de Louisiane. Il entre dans l'armée en 1985 d'où il est révoqué en 1994. Il rejoint les gardes nationaux de l'Oregon. Le plus haut grade qu'il obtient est celui de sergent, avant d'être rétrogradé pour avoir agressé un officier. Durant son entraînement militaire, John Allen ne reçoit pas de formation de tireur d'élite, mais il fait preuve d'une grande habileté lors des entraînements avec un M16, ce qui lui vaut d'obtenir le meilleur grade de tireur. Il divorce deux fois en 1988 et 2001. Accusé de violence conjugale, il perd la garde de ses enfants.
John Allen rencontre en 1999 à Antigua un jeune homme âgé de 14 ans abusé pendant sa jeunesse et abandonné par ses parents, Lee Boyd Malvo, qui reporte son affection sur lui. Il devient une figure paternelle pour le jeune garçon, rentre avec lui aux États-Unis où il lui donne un entraînement militaire, le formant notamment au tir. Ils commettent treize attaques, qui se soldent par la mort de dix personnes, en l'espace de trois semaines en octobre 2002. Parmi les trois blessés, deux sont une femme de 43 ans et un enfant de 13 ans.
Allen et Malvo tuent sans distinction d'âge ou de couleur de peau, choisissant leurs victimes au hasard, le plus souvent dans des stations-services ou sur des parkings de centres commerciaux, provoquant une véritable psychose dans toute la région, encore marquée par les attentats du 11 septembre 2001, les enveloppes contaminées au bacille du charbon, et par l'attentat manqué de Richard Reid. Ils tirent à partir d'une Chevrolet Caprice dont John Allen a aménagé le coffre en créant une ouverture permettant au tireur (Allen ou Malvo) de s'allonger à l'intérieur, de repérer sa victime et de faire feu, sans être vu, et sans laisser de traces. Ainsi les tueurs n'ont jamais été repérés par aucun témoin et aucune douille ne fût jamais retrouvée à l'exception d'une laissée intentionnellement. Allen a aussi laissé une carte de tarot, celle de la Mort, où il avait écrit « Call me God » (« Appelez-moi Dieu »), et affirmé lors d'un appel téléphonique à la police qu'il était bien le sniper, invitant cette dernière à vérifier ses dires au sujet d'une attaque à main armée devant un magasin vendant de l'alcool à Montgomery. La police trouve alors sur une revue consacrée aux armes dans le parking du magasin l'empreinte digitale de Malvo.
L'arme utilisée est un fusil semi-automatique de marque Bushmaster AR-15 et de calibre .223 (une version civile du M16). Muhammad disposait également d'une lunette de visée ainsi que d'un bipied servant à stabiliser l'arme.
Au bout de quelques semaines, alors que la description de la voiture utilisée par les tueurs est publiée par la presse, la police procède à leur arrestation après qu'un chauffeur routier eut repéré sur une aire d'autoroute le véhicule, dans lequel les deux tireurs s'étaient endormis.
Selon le procureur durant le procès, le but de Muhammad était de tuer sa femme pour obtenir la garde de ses enfants.
Le 10 mars 2004, Allen est condamné à mort, décision confirmée en appel. La Cour suprême des États-Unis refuse le report de l'exécution – mais avec un avis minoritaire émis par trois de ses juges – et le gouverneur de Virginie, Tim Kaine, refuse d'accorder sa grâce. Les avocats de John Allen Muhammad plaident la démence mentale de leur client, démence qui, selon eux, avait aussi empêché une défense correcte lors de son procès. John Allen est exécuté par injection létale le 10 novembre 2009, à 21 heures dans la prison de Greensville (en) à Jarratt (Virginie).

## Dans la culture
- Un épisode de la série télévisée Commissaire Moulin, Le Sniper ou État d'urgence, fait référence à ces événements.
- Un épisode le la série télévisée Esprits Criminels, L'homme a l'Affût (saison 1, épisode 6) fait référence à ces événements.
- Un deuxième épisode de la même série y fait allusion : "Dans le viseur" (saison 9, épisode 3)
- Un troisième épisode de cette série y fait référence « L'élève et le maître » (Saison 8, Épisode 6)
- Un quatrième épisode de cette série y fait référence « 27 minutes » (Saison 14, Épisode 7)
- Dans l'épisode 4-09 de Castle, les enquêteurs tentent de retrouver un criminel ayant le même mode opératoire que le sniper de Washington.
- Le groupe de doom metal japonais Church of Misery lui consacre une chanson nommé Beltway Sniper (John Allen Muhammad) sur l'album Born  Under a Mad Sign, sortie en 2023.

## Filmographie
- Un téléfilm issu des faits de ce tireur est sorti en 2003 aux États-Unis sous le nom de D.C. Sniper: 23 Days of Fear (en) (Sniper : 23 jours de terreur sur Washington en français).
- Un film d'Alexandre Moors, Blue Caprice, sorti en 2013, retrace la trajectoire meurtrière des deux hommes et s'interroge sur les origines de la culture de la violence aux États-Unis.

## Émission radiophonique
- « Le sniper de Washington » le 13 février 2014 dans L'Heure du crime de Jacques Pradel sur RTL.

## Série TV
- « Le sniper / État d'urgence » dans la saison 8 de Commissaire Moulin, police judiciaire.
- « Le sniper de Washington » dans la série documentaire Les Crimes du Siècle, Saison 1 Episode 1 (2014)